# Zespół dziecka-opony Michelin
Zespół dziecka-opony Michelin  (ang. Michelin tire baby syndrome, multiple benign ring-shaped skin creases) – rzadki zespół wad wrodzonych, zawdzięczający swoją niezwykłą nazwę okrężnym głębokim zmarszczkom lub bruzdom na kończynach i często także szyi dziecka, co nadaje im wygląd przywodzący na myśl maskotkę Bibendum z reklam opon samochodowych Michelin. Bruzdy te wydają się mieć związek z nadmiernie wykształconymi fałdami skórnymi w okresie płodowym; wyraźne w dzieciństwie, z czasem zanikają. Inne cechy spotykane u pacjentów z tym zespołem to:
- rozszczep podniebienia[2]
- neuroblastoma[2]
- wrodzone wady serca[3]
- hamartomata[4][5]
- zmarszczki nakątne[6].

Etiologia schorzenia jest nieznana; stwierdzano aberracje chromosomalne (perycentryczna inwersja 7q, delecja chromosomu 11) u pacjentów z fenotypem odpowiadającym temu zespołowi. Hans-Rudolf Wiedemann w 1987 roku zwrócił uwagę na podobieństwo dziecka Ewy wyobrażonego na detalu Drzwi Bernwarda w Katedrze św. Marii w Hildesheimie do dzieci z zespołem dziecka-opony Michelin.